# Calvia quatuordecimguttata
|  | No s'ha de confondre amb Propylea quatuordecimpunctata. |

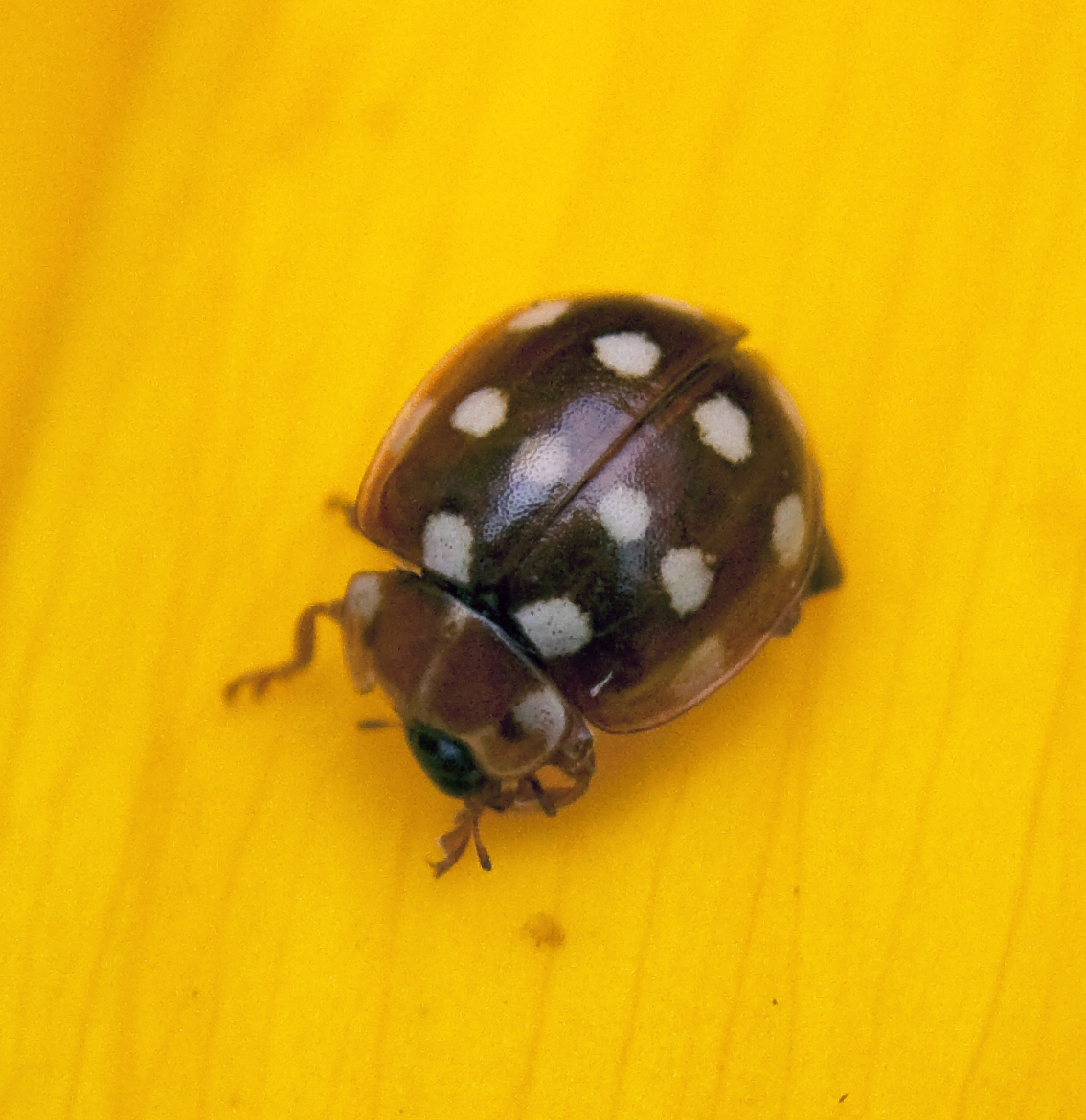
Forma negrenca

La marieta de catorze punts (Calvia quatuordecimguttata) és una espècie d'insectes coleòpters de la família dels coccinèl·lids.
Fa de 4,5 a 6 mm de llarg, és de color tarongenca o negrosa amb 14 punts blancs (d'on el seu nom) amb ulls negres prominents.
L'adult (visible d'abril a setembre) s'alimenta com la seva larva de psil·loïdeu i de pugons que troben als arbres de fulles caduques.